# Cuba
Cuba, officielt Republikken Cuba (spansk: República de Cuba, er et ørige bestående af øen Cuba, samt Isla de la Juventud og flere mindre øgrupper. Cuba ligger, hvor det nordlige Caribiske Hav, den Mexicanske Golf, og Atlanterhavet mødes. Cuba ligger øst for Yucatán-halvøen (Mexico), syd for både den amerikanske stat Florida og Bahamas, vest for Hispaniola (Haiti/den Dominikanske Republik), og nord for både Jamaica og Caymanøerne. Havana er den største by og hovedstad; andre større byer omfatter Santiago de Cuba og Camagüey. Det officielle område for Republikken Cuba udgør 109.884 km² (uden territorialfarvandet). Hovedøen Cuba er den største ø i Cuba og i Caribien, med et areal på 104.556 km². Cuba er det næstmest folkerige land i Caribien efter Haiti, med over 11 millioner indbyggere.
Kulturelt betragtes Cuba som en del af Latinamerika. Det er en multietnisk land, hvis folk, kultur og skikke har forskellige oprindelser, herunder Neo-Taíno folket Ciboney, den lange periode af spansk kolonialisme, indførelsen af slaveri i det Det spanske koloniimperium og et tæt forhold til Sovjetunionen i den kolde krig.
Cuba er et stiftende medlem af De Forenede Nationer, G77, De alliancefrie landes bevægelse, AVS-landene, ALBA, og Organisationen af Amerikanske Stater. Det har i øjeblikket en af verdens eneste planøkonomier, og Cubas økonomi er domineret af turistindustrien og eksporten af faglært arbejdskraft, sukker, tobak og kaffe. Cuba har historisk – både før og under det kommunistiske styre – præsteret bedre end andre lande i regionen på en række socioøkonomiske indikatorer, såsom læsefærdighed,  spædbørnsdødelighed og forventet levetid.
Cuba har et etparti autoritært regime, hvor en politisk opposition ikke er tilladt. Der afholdes valg i Cuba, men de betragtes ikke som demokratiske. Censur af information (inklusive begrænsning af internetadgang) er omfattende og uafhængig og kritisk journalistik er undertrykt i Cuba; Journalister uden grænser har karakteriseret Cuba som et de lande i verden med mindst pressefrihed.

## Historie
Det område, der nu er Cuba, var beboet af Ciboneyerne (et Neo-Taíno folk) fra 4. årtusinde f.Kr. indtil den spanske kolonisering i det 15. århundrede. Fra det 15. århundrede var Cuba en koloni i det spanske imperium indtil den spansk-amerikanske krig i 1898, hvor Cuba blev besat af USA og opnåede formel uafhængighed i 1902 som et de facto protektorat under USAs beskyttelse.
Som en skrøbelig republik forsøgte Cuba i 1940 at styrke sit demokratiske system, men stigende politisk radikalisering og sociale stridigheder kulminerede i et statskup i 1952 og efterfølgende diktatur under Fulgencio Batista. Åben korruption og undertrykkelse under Batistas styre førte til hans afsættelse i januar 1959 af 26. juli-bevægelsen, som bagefter etablerede et kommunistisk styre under ledelse af Fidel Castro.
Siden 1965 har Cuba været styret af Cubas kommunistiske parti. Landet var et stridspunkt under den kolde krig mellem Sovjetunionen og USA, og en atomkrig brød næsten ud i 1962 under Cuba missilkrisen. Cuba er et af få eksisterende marxistisk–leninistiske socialistiske stater, hvor Kommunistpartiets rolle som fortrop er forankret i Cubas forfatning. Under Castro, var Cuba involveret i en bred vifte af militære og humanitære aktiviteter i både Afrika og Asien.

## Politik
Cuba er et af de få socialistiske lande, der følger den marxistiske–leninistiske ideologi. Forfatningen af 1976, som definerede Cuba som en socialistisk republik, blev erstattet af forfatningen af 1992, som er "styret af José Martís tanker og de politiske og sociale tanker af Marx, Engels og Lenin." Forfatningen beskriver Cubas kommunistiske parti som "den ledende kraft i samfundet og staten".
Generalsekretæren for Cubas Kommunistiske Parti er den højeste stilling i etpartistaten.  Generalsekretæren leder Cubas Kommunistiske Partis politbureau og sekretariatet, hvilket gør indehaveren af embedet til den mest magtfulde person i Cubas regering. Medlemmer af begge organer vælges af ’’Folkemagtens Nationalforsamling’’. Cubas præsident, som også er valgt af forsamlingen, tjener i fem år, og siden ratificeringen af 2019-forfatningen er der en grænse af to på hinanden følgende femårsperioder.
Folkets Højesteret fungerer som Cubas højeste domstol. Det er også den sidste appelinstans for alle appeller af afgørelser fra provinsdomstolene.
Cubas lovgivende forsamling, Folkemagtens Nationalforsamling (Asamblea Nacional de Poder Popular), er magtens øverste organ; 609 medlemmer tjener fem år ad gangen. Forsamlingen mødes to gange om året; mellem sessionerne varetages den lovgivende magt af Ministerrådet med 31 medlemmer. Kandidater til forsamlingen godkendes ved offentlig folkeafstemning. Alle cubanske statsborgere over 16 år, som ikke er blevet dømt for en kriminel handling, kan stemme. Artikel 131 i forfatningen fastslår, at afstemningen skal være "gennem fri, ligelig og hemmelig stemmeafgivning". Artikel 136 siger: "For at suppleanter eller delegerede kan anses for valgt, skal de have mere end halvdelen af de gyldige stemmer afgivet i valgdistrikterne".
Ingen politiske partier har tilladelse til at nominere kandidater eller føre valgkampagner på øen, herunder kommunistpartiet. Cubas kommunistiske parti har holdt seks partikongresmøder siden 1975. I 2011 oplyste partiet, at det havde 800.000 medlemmer, og at dets repræsentanter udgør mindst halvdelen af statsrådene og nationalforsamlingen. De resterende poster besættes af kandidater nominelt uden partitilknytning. Andre politiske partier fører kampagner og rejser finanser internationalt, mens aktiviteten i Cuba fra oppositionsgrupper er minimal.
Cuba er listet som et autoritært regime i The Economists Demokrati-indeks og i Freedom House’ udgivelse "Freedom in the World".
I februar 2013 meddelte præsidenten for statsrådet Raúl Castro, at han ville træde tilbage i 2018, og afslutte sin femårige periode, og at han håbede at implementere permanente periodegrænser for fremtidige cubanske præsidenter, herunder aldersgrænser.
Efter Fidel Castros død 25. november 2016 erklærede den cubanske regering en ni dage lang landesorg. I sørgeperioden blev cubanske borgere forbudt at spille høj musik, feste og drikke alkohol.
Miguel Díaz-Canel blev valgt til præsident den 18. april 2018 efter Raúl Castros tilbagetræden. Den 19. april 2021 blev Miguel Díaz-Canel førstesekretær for kommunistpartiet. Han er den første ikke-Castro, der har været i en sådan topposition siden den cubanske revolution i 1959.

## Menneskerettigheder
Den cubanske regering er blevet anklaget for adskillige menneskerettighedskrænkelser, herunder tortur, vilkårlig fængsling, uretfærdige rettergange og udenomsretslige henrettelser (også kendt som El Paredón). Human Rights Watch har udtalt, at regeringen "undertrykker næsten alle former for politisk uenighed", og at "cubanerne er systemiske systematisk nægtet grundlæggende rettigheder til ytringsfrihed, forening, forsamling, privatliv, bevægelse og retfærdig rettergang".
I 2003 anklagede Den Europæiske Union (EU) den cubanske regering for "fortsat åbenlys krænkelse af menneskerettigheder og grundlæggende frihedsrettigheder". EU er fortsat med regelmæssigt at opfordre til sociale og økonomiske reformer i Cuba sammen med den betingelsesløse løsladelse af alle politiske fanger.
Siden 1960 har USA anlagt en embargo mod Cuba. Den amerikanske kongres vedtog i 1992 Cuban Democracy Act, der fastslår, at sanktionerne vil fortsætte "så længe [Cuba] fortsætter med at nægte at bevæge sig hen imod demokratisering og større respekt for menneskerettighederne". Den amerikanske diplomat Lester D. Mallory skrev et internt notat 6. april 1960, hvor han argumenterede til fordel for en embargo: "Det eneste forudsigelige middel til at fremmedgøre intern støtte er gennem desillusionering og utilfredshed baseret på økonomisk utilfredshed og nød. [...] at mindske de penge der er til rådighed og reallønnen, at fremkalde sult, desperation og oprør der vælter regeringen." FNs generalforsamling har hvert år siden 1992 vedtaget en resolution, der fordømmer embargoen og erklærer, at den er i strid med De Forenede Nationers Pagt og international lov.
Den 17. december 2014 annoncerede USA's præsident Barack Obama en genoprettelse af diplomatiske forbindelser med Cuba og pressede på for, at Kongressen skulle sætte en stopper for embargoen, samt den USA-drevne Guantanamo Bay fangelejr. Disse diplomatiske forbedringer blev senere forværret af Trump-administrationen, som vedtog nye regler og genhåndhævede forretnings- og rejserestriktioner, som blev løsnet af Obama-administrationen. Disse sanktioner blev ført videre og styrket af Biden-administrationen.
Cuba blev rangeret som 19. efter antallet af fængslede journalister fra enhver nation i 2021 ifølge forskellige kilder, herunder Committee to Protect Journalists og Human Rights Watch.
Cubanske dissidenter risikerer arrestation og fængsling. I 1990'erne rapporterede Human Rights Watch, at Cubas omfattende fængselssystem, et af de største i Latinamerika, består af 40 maksimalsikrede fængsler, 30 minimumssikrede fængsler og over 200 arbejdslejre. Ifølge Human Rights Watch er Cubas fængselsbefolkning indespærret under "substandard og usunde forhold, hvor fanger udsættes for fysisk og seksuelt misbrug".
I juli 2010 udtalte den uofficielle cubanske menneskerettighedskommission, at der var 167 politiske fanger i Cuba, et fald fra 201 i begyndelsen af året. Lederen af kommissionen udtalte, at lange fængselsstraffe blev erstattet af chikane og intimidering. Under hele Castros styre over øen er anslået 200.000 mennesker blevet fængslet eller frataget deres friheder af politiske årsager.
Cuba rangerer på en 171. plads ud af 180 på Verdens Pressefrihedsindex 2020.

## Provinser
Cuba er inddelt i 14 provinser og en enkelt særskilt provins, som har særstatus; Isla de la Juventud.
| Provinser på Cuba |                                                                                                   |
| 1. Isla de la Juventud 2. Pinar del Río 3. Havana (La Habana) 4. Havana (Ciudad de La Habana) 5. Matanzas 6. Cienfuegos 7. Villa Clara 8. Sancti Spiritus | 1. Ciego de Avila 2. Camagüey 3. Las Tunas 4. Granma 5. Holguín 6. Santiago de Cuba 7. Guantánamo |

## Geografi
Cuba er den største ø i Caribien. Den nordlige del af øen ligger op til Floridastrædet og det større Atlanterhav. I nordvest ligger den Mexicanske Golf, i vest Yucatan kanalen, i syd det Caribiske Hav og i øst Windward-passagen.
Republikken dækker hele øen samt en række andre øer tæt på. De vigtigste af disse øgrupper er: Los Colorados øgruppen, Sabana-Camagüey øgruppen, Los Jardines de la Reina øgruppen og Los Canarreos øgruppen. Eneste undtagelse er området omkring Guantánamobugten, som er en amerikansk flådebase, der er blevet leaset af USA siden 1903.
Øen består hovedsagelig af flade stepper, men har bakker og bjerge, som primært er placeret i den sydøstlige del. Det højeste punkt er Pico Real del Turquino med sine 2.005 meter.
Havana er den største by og samtidig hovedstad. Andre vigtige byer er Santiago de Cuba og Camagüey.

### Klima
Klimaet er tropisk, med 2 årstider: En varm og regnfuld sommer og en køligere og mere tør vinter. På grund af øens langstrakte og smalle form, påvirkes temperaturen af passatvinde på hele øen. Den tørre periode ligger fra november til april. Regnsæsonen fra maj til oktober.
Klimaet er varmere i den østlige del end i den vestlige. Om vinteren kan temperaturen nogle steder falde til omkring 10 grader, dog kun kortvarigt. Normalt ligger temperaturen mellem 20 og 35 grader. Forskellen mellem dag- og nattemperaturen er mindst i de kystnære områder.
I perioden fra 1. juni til 30. november er Cuba risikozonen for at blive ramt af orkaner. Imidlertid er der kun registreret 4 orkaner, der har kostet mange menneskeliv og disse ligger alle før 1959.

### Demografi
Cuba er et multietnisk samfund med en befolkning af oprindelig spansk og afrikansk afstamning. Der er også en lille kinesisk gruppering. Den største organiserede religion er den romersk-katolske kirke samt en række afrocubanske religioner. Officielt har Cuba været en ateistisk stat igennem årene med Fidel Castro ved magten, men de religiøse restriktioner er blevet færre siden 1991. Mindre befolkningsgrupper af protestanter og jøder er også bosiddende på øen.

## Økonomi
Regeringen i Cuba udøver stærk politisk kontrol over økonomien. Den har i de seneste år indført reformer for at øge landets valutareserver, øge virksomhedernes produktivitet, undgå fødevaremangel og for at øge antallet af forbrugsvarer. Bl.a. forsøger regeringen at balancere den ellers socialistiske markedspolitik med en mere fri tilgang til private investeringer i ejendomme og agerbrug.
En væsentlig faktor i den cubanske økonomi er at enkelte områder er særdeles effektive, herunder visse eksportsektorer og turismen, mens øvrige industrisektorer viser meget dårlige resultater.
Den cubanske økonomi blev hårdt ramt af Sovjetunionens kollaps igennem 1990'erne og svækkes desuden af den handelsembargo USA har opretholdt siden 1960. Embargoen blev i 1992 og 1996 yderligere strammet med hhv. Torricelli- og Helms-Burton-lovene, hvilket har ført til voldsom kritik fra det internationale samfund. FN har femten gentagne gange fordømt blokaden gennem resolutioner, i 2007 med stemmerne 184 for og 4 imod. De væsentligste nuværende problemer er høje oliepriser (olie blev tidligere importeret med rabat fra Sovjetunionen), lave priser på eksportvarer som sukker og nikkel, og ødelæggelser forårsaget af naturkatastrofer. Herunder de to tropiske orkaner Gustav og Ike, som i august og september 2008 ramte Cuba og efterlod anslået 150.000 huse ødelagte. Orkanerne menes at have sat Cuba flere år tilbage økonomisk efter at landet ellers har haft væsentlig økonomisk fremgang siden årtusindskiftet.
Den 2. august 2011 rapporterede The New York Times, at Cuba bekræftede sin hensigt om at legalisere "køb og salg" af privat ejendom inden årets udgang. Ifølge eksperter ville det private salg af ejendom "forvandle Cuba mere end nogen af de andre økonomiske reformer, som præsident Raúl Castros regering havde annonceret". Reformen ville lede til nedskæring af mere end én million statslige arbejdspladser ned, inklusive partibureaukrater, der modsatte sig ændringerne. Reformerne ledte til, hvad der er blevet kaldt en "ny cubansk økonomi".
I 2014 annoncerede præsident Barack Obamas administration, at den havde til hensigt at genetablere forbindelser med Cuba. I forbindelse med en fangeudveksling med Cuba annoncerede præsidenterne Barack Obama og Raúl Castro 17. december 2014 planlagte træk for at genetablere diplomatiske forbindelser og lette rejser og økonomisk samhandel.  Cuba løslod den amerikanske fange Alan Gross og udvekslede en unavngiven amerikansk spion med de tre resterende medlemmer af en gruppe på fem dømte cubanske spioner («Cuban Five»). Obama annoncerede også en revision af Cubas status som terrorstat og en intention om at bede Kongressen om at fjerne embargoen fuldstændigt. Cuba indvilligede i at løslade 53 politiske fanger og give Røde Kors og FN's menneskerettighedskontrollanter adgang til landet. On May 29, 2015, according to the U.S. State Department, "Cuba's designation as a state sponsor of terrorism was rescinded".
Forhandlingerne gik i gang i januar 2015, hvor der blandt andet blev drøftet vilkår for amerikaneres besøg på Cuba og ophævelse af handelsembargoen. Således tillod USA's administration fra og med januar 2015 rejser til Cuba i forbindelse med missionsarbejde og uddannelse, men turistbesøg var fortsat forbudt. Præsident Obama og Cubas præsident Raúl Castro mødtes den 11. april 2015, hvilket var det første møde mellem forskellige ledere fra de to lande i over halvtreds år. I maj 2015 , rapporterede flere amerikanske virksomheder, at de havde fået licenser til at etablere færgerejser mellem Florida og Cuba
I maj 2019 indførte Cuba rationering af kylling, æg, ris, bønner, sæbe og andre basisvarer som fortrinsvis blev importeret. Den amerikanske handelsembargo kan have bidraget til problemet, men et massivt fald i bistanden fra Venezuela og fiaskoen for Cubas statsdrevne olieselskab, som havde subsidieret brændstofomkostninger, blev af økonomer angivet som en væsentlig årsag.
I juni 2019 annoncerede regeringen en stigning i den offentlige sektors lønninger på omkring 300 %, specifikt for lærere og sundhedspersonale. I oktober 2019 tillod regeringen private virksomheder at eksportere og importere, gennem statslige virksomheder, ressourcer til at producere produkter og tjenester i Cuba.
I juli 2020 åbnede Cuba nye butikker, der kun accepterer udenlandsk valuta og fjernede samtidig en særlig skat på amerikanske dollar for at bekæmpe en økonomisk krise, der oprindeligt opstod på grund af økonomiske sanktioner pålagt af Trump-administrationen. og senere blev forværret af mangel på turister under coronaviruspandemien. Disse økonomiske sanktioner er siden blevet opretholdt af Biden-administrationen.

### Valuta
Cuba opererede tidligere med to officielle valutaer: Peso og konvertibel peso. Pesoen er den valuta, som den menige cubaner primært bruger, mens den konvertible peso var den valuta, turister skulle bruge.
De fleste cubanere fik det meste af deres løn udbetalt i pesos og en lille del i konvertible pesos. Systemet mødte generelt stor kritik, da det var med til at gøre ulighederne i det cubanske samfund større, da det primært er ansatte i turistrelaterede erhverv, der har adgang til konvertible pesos, og da disse gav adgang til at købe ind i særlige butikker, hvor vareudbuddet var større.
Den 1. januar 2021 afsluttede Cubas formelt sit dobbeltvalutasystem, og den konvertible cubanske peso (CUC) blev udfaset, hvilket efterlod cubanske peso (CUP) som landets eneste valutaenhed. Cubanske borgere havde indtil juni 2021 til at udveksle deres CUC'er. Dette devaluerede imidlertid den cubanske peso og forårsagede økonomiske problemer for folk, der tidligere var blevet betalt i CUC'er, hvilket især inkluderede arbejdere i turistindustrien. I februar 2021 åbnede Cuba sin økonomi for private virksomheder, men stadig med forbud mod 124 aktiviteter inden for områder som national sikkerhed, sundhed og uddannelsestjenester. Lønningerne blev forhøjet igen, mellem 4 og 9 gange, for alle sektorer. Nye faciliteter blev også tilladt til statsselskaberne, der fik mere autonomi.

### Naturlige ressourcer
Cuba har adgang til en række naturlige ressourcer; bl.a. nikkel, ferrum, kobber, naturgas og råolie. I 2017 producerede Cuba 11.000.000 kL naturgas, og i 2018 producerede Cuba 28.618.000 hL råolie. Cuba deltager ikke i verdensmarkedet med sine naturlige ressourcer og eksporterede derfor hverken sin producerede naturgas i 2017 eller sin råolie i 2018.

## Medier
Massemedierne i Cuba består af flere forskellige typer: tv, radio, aviser og internettet. De cubanske medier er stramt kontrolleret af den cubanske regering og i de sidste fem årtier ledet af Cubas Kommunistiske Parti (PCC). PCC censurerer strengt nyheder, information og kommentarer og begrænser formidlingen af udenlandske publikationer til turisthoteller. Journalister skal operere inden for rammerne af love mod regeringsfjendtlig propaganda og fornærmelse af embedsmænd, som har straffe på op til tre års fængsel. Privat ejerskab af radio og fjernsyn er forbudt, og regeringen ejer alle væsentlige medier.
Internettet i Cuba har nogle af de laveste penetrationsrater på den vestlige halvkugle, og alt indhold skal godkendes af myndighederne. Det statsejede selskab "Empresa de Telecomunicaciones de Cuba S.A." (ETECSA) driver 118 internetcafeer i landet. Cubas regering tilbyder et online-leksikon-websted kaldet EcuRed der fungerer i et "wiki"-format. Salg af computerudstyr er strengt reguleret. Internetadgang er kontrolleret, og e-mail overvåges nøje.
Siden 2018 har der været adgang til internettet via mobildata. I 2019 kunne 7,1 millioner cubanere få adgang til internettet. Priserne på forbindelser, WiFi zoner og mobildata har været faldende, især siden den økonomiske reform januar 2021, hvor alle lønninger steg mindst 5 gange. I 2021 blev det rapporteret, at 7,7 millioner cubanere havde internetadgang. Der var 6,14 millioner mobilforbindelser i Cuba i januar 2021.
Det eneste nationale dagblad er Granma, det officielle organ for PCC. En ugentlig udgave, Granma International, udgives på engelsk, spansk, fransk, portugisisk, tyrkisk og tysk, og er tilgængelig online. Havana beboere har også deres eget ugentlige, Havana-orienterede blad, Tribuna de La Habana]'. Ugebladet Juventud Rebelde er det officielle organ for den kommunistiske ungdomsorganisation. "Bohemia", der udkommer hver anden uge, er landets eneste almene nyhedsmagasin. Cubas officielle nyhedsbureau er Prensa Latina, som udgiver adskillige magasiner, herunder Cuba Internacional, rettet mod et udenlandsk publikum.
Prensa Latina blev grundlagt kort efter den cubanske revolution på initiativ af Ernesto Che Guevara for at sprede regeringsideologi og neutralisere amerikansk propaganda i stil med Agencia Latina, der blev grundlagt af Juan Perón i Argentina.
Cuba har flere aviser, herunder følgende:

### Landsdækkende aviser
- Granma. Cubas kommunistpartis centralkomités officielle organ.
- Granma Internacional. Ugentlig engelsksproget udgave af avisen Granma.
- Juventud Rebelde (på dansk: "Rebelsk ungdom")
- Trabajadores. Avis for de cubanske fagforeninger.

### Landsdækkende TV
- Cubavisión Internacional. Det cubanske statsfjernsyn.

### Provins TV
- Canal Habana: Ciudad Habana
- Islavision: Isla de la Juventud.
- TV Yumuri: Matanzas
- Perlavision: Cienfuegos
- TVCamaguey: Camaguey
- Tunasvision: Las Tunas
- CNCTV: Bayamo
- Tele Turquino: Santiago de Cuba
- Tele Cubanacan: Santa Clara
- TVavileña: Ciego de Avila
- Centrovision Yayabo: Santi Spiritus
- Tele Cristal: Holguin
- Canal Serrano: San Pablo de Yao
- Solvision: Guantánamo

### Landsdækkende radiostationer
- Radio Enciclopedia.
- Radio Habana Cuba.
- Radio Progreso.
- Radio Rebelde.
- Radio Reloj.

### Nyhedsbureauer
- AIN. Det cubanske nyhedsbureau.
- Prensa Latina. Cubansk placeret latinamerikansk nyhedsbureau.

## Relateret til Cuba
- Cuba Libre - en drink, hvis navn på spansk betyder frit Cuba.